# Inonotus poncei
Inonotus poncei är en svampart som först beskrevs av Lloyd, och fick sitt nu gällande namn av Ryvarden 2005. Inonotus poncei ingår i släktet Inonotus och familjen Hymenochaetaceae.   Inga underarter finns listade i Catalogue of Life.